# Wilhelm Mensching (Theologe)
Wilhelm Mensching (* 5. Oktober 1887 in Lauenhagen; † 25. August 1964 in Stadthagen) war ein evangelisch-lutherischer Pastor, Missionar und Friedensaktivist.

## Leben und Wirken
Wilhelm Mensching legte am 20. März 1906 in Bückeburg sein Abitur ab und studierte dann in Berlin, Halle, Göttingen und Hamburg evangelische Theologie. Nach Abschluss seines zweiten theologischen Examens ging Wilhelm Mensching als Missionar der evangelischen Kirche nach Afrika. 1912 übernahm er eine Bethel-Station in der Kolonie Deutsch-Ostafrika. 1913 heiratete er Anna Tielking. Mensching, der sich für die unterdrückten Afrikaner einsetzte, wurde während des Ersten Weltkrieges 1916 von belgischen Soldaten verhaftet und blieb mit seiner Frau bis 1920 in Gefangenschaft, zunächst in Afrika, dann in Britisch-Indien. Im September 1920 wurde Mensching aus der Gefangenschaft entlassen.
Das Kennenlernen der Gandhi-Bewegung und deren gewaltfreie Methoden prägten sein Leben. Nach seiner Rückkehr nach Deutschland trat er eine Pfarrstelle in Petzen an, die er 32 Jahre lang, bis 1952, innehatte. Seit 1922 war er Mitglied im Internationalen Versöhnungsbund, seit 1932 Geschäftsführer des deutschen Zweiges. 1927 nahm Mensching als einziger Europäer am Panafrikanischen Kongress in Harlem, New York City teil. Nach der Machtübernahme der Nationalsozialisten lehnte er die Gelöbnisformel mit dem Hitlergruß ab und brachte auch in seinen Predigten seine Meinung zum Ausdruck. Sein Auslandspass wurde daraufhin eingezogen, seine Post und seine Predigten überwacht; er ließ sich jedoch nicht davon beeindrucken. Von Mitte Oktober 1943 bis Ende März 1944 versteckten er und seine Familie unter Lebensgefahr die Berliner Jüdin Ruth Lilienthal in seinem Petzer Pfarrhaus und kurz vor Kriegsende auch noch einen entwichenen sowjetischen Kriegsgefangenen.
Nach dem Krieg begann der Aufbau einer Friedensschule in Deutschland. 1948 wurde der Verein Freundschaftsheim Bückeburg gegründet. Das Freundschaftsheim entwickelte sich schnell zu einer Begegnungsstätte von Menschen aus aller Welt.
Zusammen mit dem französischen Pfarrer André Trocmé wurde Mensching 1950 für den Friedensnobelpreis vorgeschlagen, doch die Ehrung blieb aus. 1962 verlieh die Friedrich-Schiller-Universität Jena Mensching den theologischen Doktortitel. Am 25. August 1964 starb Wilhelm Mensching im 77. Lebensjahr in Stadthagen.
Am  16. Mai 2001 wurde Wilhelm Mensching auf Antrag der Herderschule Bückeburg posthum von Yad Vashem mit dem Titel „Gerechter unter den Völkern“ geehrt. In Lauenhagen, dem Geburtsort von Wilhelm Mensching, ist eine Dauerausstellung eingerichtet worden.

## Schriften
- Die Entstehung des Geisterglaubens in schriftlosen und unentwickelten Völkern. Petzen bei Bückeburg, vermutlich 1920.
- Farbig und weiß. Rassen-, Kolonial- und Kulturfragen. Hans Harder Verlag, Wernigerode am Harz, 1930.
- Ruanda. Eine Selbstdarstellung des Volkes in alten Überlieferungen. Driftmann, Bückeburg  1987, ISBN 3-924700-09-5.